# Marcos de Aeca
Marcos de Aeca, a menudo designado con el epíteto de Confesor (Aeca, c. 266 - 328) era un obispo de Aeca o Lucera; es venerado como santo por la Iglesia Católica.

## La Vita bovinesa
La única fuente hagiográfica que habla extensamente del obispo de Apulia es una Vita, escrita entre finales del siglo XI y las primeras décadas del siglo XII por un amanuense de Bovino, ciudad que custodiaba y guarda los que se consideran los restos del santo. El autor anónimo, que aún no tenía treinta años, admite la inexperiencia en las palabras iniciales de su obra: esto se refleja en el estilo verboso y poco claro que adopta en Vita, así como en la gran cantidad de circunstancias estereotipadas y ciertas inexactitudes que inserta en ella.
La Vita se compone de tres capítulos: en el primero se narran los años de juventud de Marcos, en el segundo los de obispo, y en el último los milagros ocurridos por su intercesión en la época del autor. Según el propio autor, la fuente de los dos primeros capítulos sería un libelo, inicialmente guardado en Lucera. Después de que el emperador bizantino Constante II, en 663, destruyera la ciudad en un intento por conquistar el ducado de Benevento, permanecería entre las ruinas durante 88 años, hasta que finalmente quedó oculta. En 994, dos bovinos lo descubrieron y lo entregaron a la Catedral donde ya estaban los restos del obispo. Muchos, en realidad, creen que este libelo nunca existió y es un pretexto para validar lo dicho sobre la vida del santo.
No se conocen copias manuscritas de la Vita. En 1631, el clérigo Domenico Pietropaoli escribió una versión italiana de los sucesos de San Marcos, afirmando que el original en el que se basó se guardaba en el Tesoro de la Catedral de Bovino. Aunque no es posible rastrear este manuscrito, quizás perecido por la humedad en el siglo XVIII, es casi seguro que fue el mismo detectado en los mismos años por Heribert Rosweyde, y transcrito (con adiciones mínimas) en el Acta Sanctorum publicado por los bolandistas.

### Primeros años
Marcos nació en Aeca, una ciudad de Daunia que en 663 habría sido destruida por Constante II, y se habría reconstruido en 1018 con el nombre de Troia. Su padre, Constantino, fue un hombre adinerado y observador que lo introdujo en los estudios de literatura. Después de la muerte de Constantino, Marcos siguió su ejemplo de justicia. Juan, obispo de Lucera, lo ordenó sacerdote. Marcos pronto se hizo famoso por su devoción, su rigor en la abstinencia, su generosidad hacia los necesitados. Compartía casa con dos niñas, a las que educó en religión.
Marcos atrajo así la envidia de algunos conciudadanos, quienes dirigieron una carta al obispo Juan para acusarlo de glotonería, practicar artes mágicas y fornicar con las dos niñas: le pidieron a Juan que lo castigara, porque su comportamiento habría causado algún desastre a la ciudad. El obispo luego envió a dos diáconos, Vicente y Aristóteles, para convocar a Marcos. A su llegada, Marcos oró a Dios para que lo ayudara a superar las acusaciones, después de lo cual les ofreció la comunión; pero solo Vicente aceptó. Luego emprendieron su viaje. Durante el viaje, Aristóteles se preocupó seriamente: entonces Marcos, al ver una cierva con sus crías, le pidió que le permitiera beber de sus pechos. Milagrosamente, la cierva accedió a la petición: después de que se refrescó, Aristóteles cayó a los pies de Marcos pidiendo perdón.
Así, cuando llegaron en presencia del obispo, los dos diáconos contaron lo sucedido. Juan y Marcos fueron a cantar las laudes matutinas: allí Marcos escuchó los coros de los ángeles que saludaban la llegada del nuevo día e invitó al obispo a orar con él, hasta que él también los escuchó. Ahora que cambió por completo de opinión sobre Marcos, el obispo le pidió que se quedara allí durante una semana.

### Obispado
Poco tiempo después, Juan murió. Tanto la población como el clero clamaban por que se le diera a Marcos el cargo de obispo de Lucera. No se consideraba digno de esto y trató de escapar, pero pronto fue encontrado. Así fue elegido jefe de la diócesis y, posteriormente, consagrado por el Papa Marcelino. Como obispo, Marcos se ocupó de continuar la abstinencia, la caridad y las donaciones a los más pobres.
Sin embargo, sobre todo, Marcos pronto se hizo famoso por los numerosos prodigios que trabajó. El agua pasó por sus manos después de que las masas tuvieran poderes taumatúrgicos; además, exorcizó a un hombre poseído y enviado por el diablo para amenazarlo.
Numerosas personas, por tanto, se volvieron hacia él. En particular, se narra que llegó a su celda un hombre que había padecido incesantes dolores de cabeza, que lo habían llevado a la ceguera; Marcos le devolvió la vista, rezando y colocando sus manos sobre él. En otra ocasión, mientras caminaba por la plaza, una viuda le rogó que le devolviera a su hijo recién muerto. Convencido por la insistencia de la mujer, Marcos se fue a su casa; solo en la habitación con el cuerpo del niño, oró a Dios para que repitiera el milagro de la resurrección ya realizado varias veces por los profetas y Jesús, fue escuchado y pudo devolver al niño a la familia.
Golpeado por la fiebre, Marcos murió a los 62 años. A su muerte fue honrado por una multitud de clérigos y personas, que percibieron un olor a santidad que emanaba de su cuerpo. El día de su deposición se celebra el 7 de octubre. Por voluntad había declarado que quería ser enterrado en Bovino: se respetó su voluntad y se construyó una iglesia sobre su cuerpo.

### Milagros en la época del autor
Un extraño, gravemente discapacitado y lisiado por una enfermedad, había estado viviendo de la limosna en Bovino durante mucho tiempo y rezaba intensamente a Dios y a San Marcos para que se curara. Un día, un grupo de niños frente a la iglesia del santo comenzó a tirarle nueces; incapaz de moverse, el lisiado comenzó a orar: de repente se curó y pudo ponerse de pie. Los clérigos y el entonces obispo Addone comenzaron a cantar alabanzas por unanimidad.
Un familiar del arcipreste bovinés de la iglesia de Santa María Madre de Dios emprendió un viaje para visitar a algunos familiares; pero, presa de una gran debilidad, apenas logró regresar a casa, donde pronto quedó completamente paralizado. Entonces pidió que lo transportaran a la iglesia de San Marcos. Allí sus familiares lo alimentaron y, junto con el obispo, rezaron con frecuencia a San Marcos para que concediera una gracia a los que sufrían. Esta situación duró un año; el paralítico dijo que vio a los santos cantando alabanzas a Dios por la noche. Una noche apareció San Marcos, se volvió hacia el paralítico y le tendió la mano. El paralítico se levantó milagrosamente para unirse a ella, mientras San Marcos desaparecía; y así fue sanado.
Un zapatero de Bovino, rico y poco observador, un día fue poseído por el diablo que lo obligó a retorcerse. Amigos llorando lo llevaron a la iglesia de San Marcos, donde tuvo un ataque particularmente fuerte por la noche. Rezaron hasta el amanecer. Después de un día de calma, la noche siguiente, el hombre fue atacado nuevamente y dijo que vio al diablo en la iglesia. La esposa del hombre, destruida, se fue a casa y dispuso dar la riqueza de su marido a los pobres. Luego los clérigos realizaron un exorcismo: le impusieron las manos, lo rociaron con agua bendita e invocaron la intervención de San Marcos. Inmediatamente, el hombre fue liberado de la posesión.
Una mujer pobre tenía un brazo atrofiado durante tres años y sus intentos de acudir al médico fueron inútiles. Comenzó, con mucho celo, a acudir regularmente a misa tanto a la iglesia de Santa María madre de Dios como a la de San Marcos. Un día, justo antes de las celebraciones anuales del santo obispo, inmediatamente después de las oraciones de las Vísperas, el brazo de la mujer sanó frente a la multitud.